# المعين (المقاطرة)

تعديل مصدري - تعديل

المعين هي إحدى قرى عزلة المكابرة بمديرية المقاطرة التابعة لمحافظة لحج، بلغ تعداد سكانها 490 نسمة حسب تعداد اليمن لعام 2004.